# Мирошниченко Олександр Іванович
Олекса́ндр Іва́нович Мирошниче́нко (нар.11 квітня 1993 — пом. 29 серпня 2014) — солдат Збройних сил України, учасник російсько-української війни.

## Короткий життєпис
Народився 1993 року в місті Кривий Ріг.
В часі війни — стрілець-помічник гранатометника, 40-й батальйон територіальної оборони «Кривбас».
Олександра було поранено під Савур-Могилою. 29 серпня 2014-го загинув під час виходу з Іловайського котла «зеленим коридором». Товариші поклали його на броню бойової машини та намагались вивезти, але дорогою підірвались на фугасі, вибуховою хвилею бійця закинуло на проводи ЛЕП. 11 вересня його тіло було знайдено пошуковою групою Місії «Евакуація-200» поблизу села Новокатеринівка, привезене до Запоріжжя.
Упізнаний за тестами ДНК, прощання відбулося у Кривому Розі, похований в селі Широка Дача, Широківський район.

## Нагороди і вшанування
За особисту мужність і героїзм, виявлені у захисті державного суверенітету та територіальної цілісності України, вірність військовій присязі під час російсько-української війни, відзначений — нагороджений
- 27 червня 2015 року — орденом «За мужність» III ступеня.
- Його портрет розміщений на меморіалі «Стіна пам'яті полеглих за Україну» у Києві: секція 3, ряд 2, місце 28
- Вшановується 29 серпня на щоденному ранковому церемоніалі вшанування українських захисників, які загинули цього дня у різні роки внаслідок російської збройної агресії[1]
- Іловайський Хрест (посмертно)